# Le Mesnil-Amey
 Le Mesnil-Amey  es una población y comuna francesa, situada en la región de Baja Normandía, departamento de Mancha, en el distrito de Saint-Lô y cantón de Marigny.

## Demografía
| 177 | 159 | 148 | 187 | 236 | 251 |
| Para los censos de 1962 a 1999 la población legal corresponde a la población sin duplicidades (Fuente: INSEE [Consultar]) |     |     |     |     |     |